# Shehu Shagari
Alhaji Shehu Shagari, född 25 februari 1925 i Shagari i Sokoto,, död 28 december 2018 i Abuja, var en nigeriansk politiker som var Nigerias president från 1979 till 1983, då han avsattes i en statskupp.
Shagari tillhörde partiet National Party of Nigeria (NPN), som blev det största partiet i nationalförsamlingen vid valet 1979. Han blev president den 1 oktober 1979 och återvaldes 1983, men störtades i en militärkupp ledd av Muhammadu Buhari på nyårsafton samma år.

## Biografi
Shehu Shagari föddes i byn Shagari, som fått sitt namn efter sin grundare, en förfader till Shagari. Han utbildade sig till lärare i Kaduna men arbetade sedan bara några år som lärare innan han gick in i politiken. Hans första nationella politiska uppdrag var som vald parlamentsmedlem från 1954. Därefter hade han flera olika politiska poster, bland annat som minister i flera regeringar. När president Olusẹgun Ọbasanjọ återinförde demokrati och öppnade för val 1979 var Shagari en av fyra godkända presidentkandidater, för partiet National Party of Nigeria (NPN). Han vann valet med knapp marginal, och NPN blev största parti i nationalförsamlingen.

### Presidentperiod
Den internationella ekonomiska krisen från slutet på 1970-talet slog mycket hårt mot det oljeberoende Nigeria, och Shagari försökte stärka ekonomin. Han satsade på ökad jordbruksproduktion och industriutveckling, och lät bland annat bygga ett stort oljeraffinaderi i Kaduna. Han samarbetade med Internationella valutafonden (IMF), gjorde nedskärningar i budgeten och kastade ut två miljoner migranter, huvudsakligen från Ghana, 1983.
Internationellt utmärkte han sig genom sitt engagemang mot de vita minoritetsstyrena under apartheid i Sydafrika och Namibia. Hans regering inledde även planerna på att göra Abuja till ny, mer etniskt och regionalt neutral, huvudstad. Den blev dock officiell huvudstad först 1991.
Shagari vann även presidentvalet 1983, ett val som kantades av kontroverser och oroligheter. Ekonomin hade förvärrats och korruptionen ökad, och då Shagari störtades och arresterades i en militärkupp ledd av Muhammadu Buhari den 31 december 1983 var det många som välkomnade det. Shagari dömdes själv inte för korruption, men bannlystes från allt politiskt deltagande på livstid då han släpptes 1986.